# The 4-Skins
4-Skins — гурт з Іст-Енда Лондона, Англія. Спочатку до складу групи входили Гарі Ходжес (вокал), «Хокстон» Том Маккорт (гітара), Стів «Х» Хамер (бас) і Джон Джейкобс (ударні). Група була утворена 1979 року та розпалася 1984 року — хоча нова лінія -ups були створені у 2007 та 2008 роках. Багато їхніх пісень стосувалися насильницьких тем, але гурт стверджував[джерело?], що вони обговорювали реалії міського життя, а не пропагували насильство. Інші теми пісень 4-Skins включають переслідування поліції, політична корупція, війна та безробіття.